# Matinta maddisoni
Espèce
Matinta maddisoni est une espèce d'araignées aranéomorphes de la famille des Salticidae.

## Distribution
Cette espèce est endémique de la province de Morona-Santiago en Équateur,. Elle se rencontre dans la cordillère de Cutucú.

## Description
Le mâle holotype mesure 5,40 mm et la femelle paratype 6,95 mm.

## Systématique et taxinomie
Cette espèce a été décrite par Matos et Ruiz en 2023.

## Étymologie
Cette espèce est nommée en l'honneur de Wayne P. Maddison. 

## Publication originale
- Matos & Ruiz, 2023 : « On the taxonomy of the jumping spider genus Matinta Ruiz & Maddison, 2019, with a taxonomic revision of the vicana species-group (Araneae: Salticidae: Amycini). » Zootaxa, no 5343(2), p. 126-150.